# Mechernicher Antependium

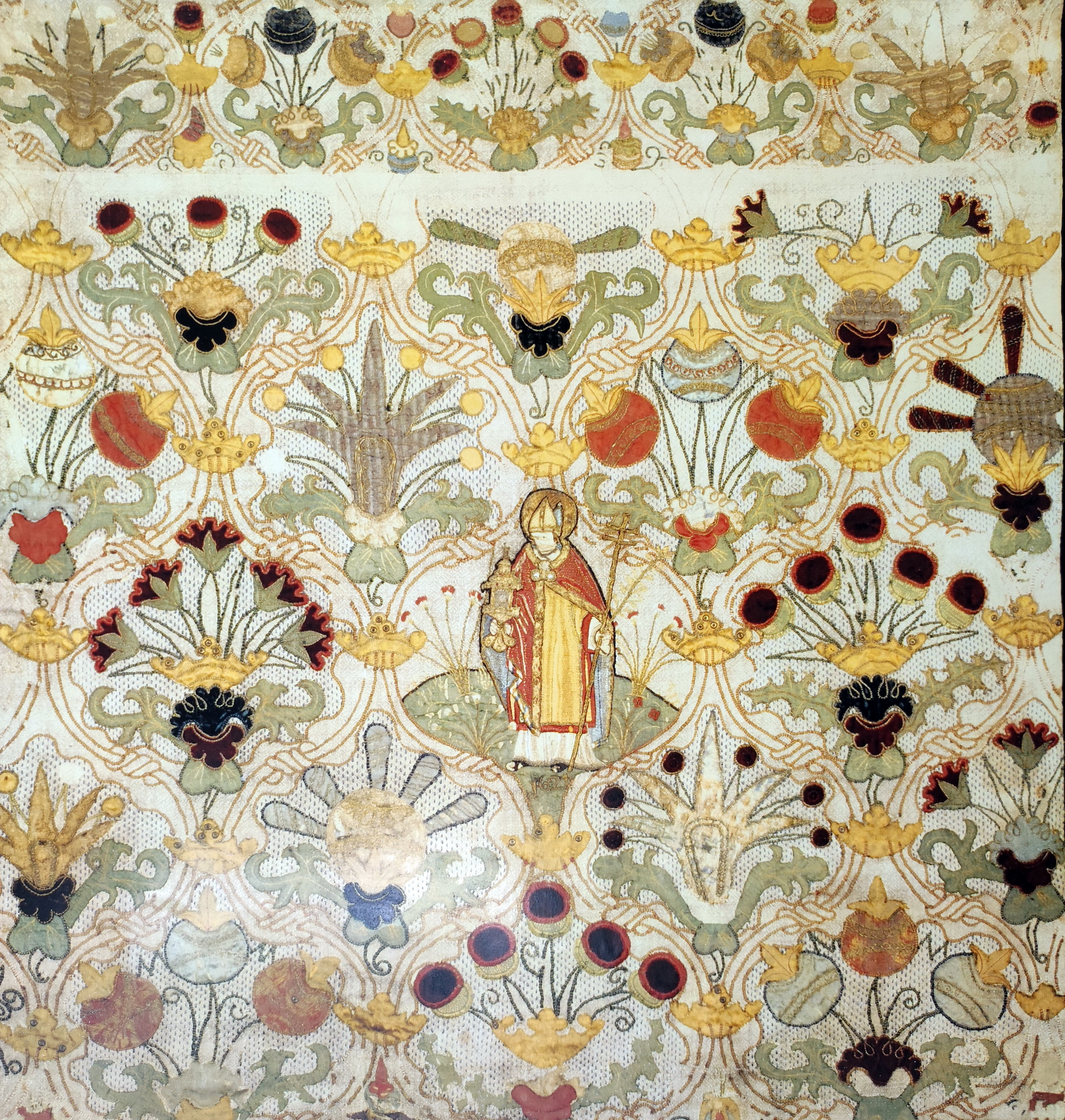
Mechernicher Antependium

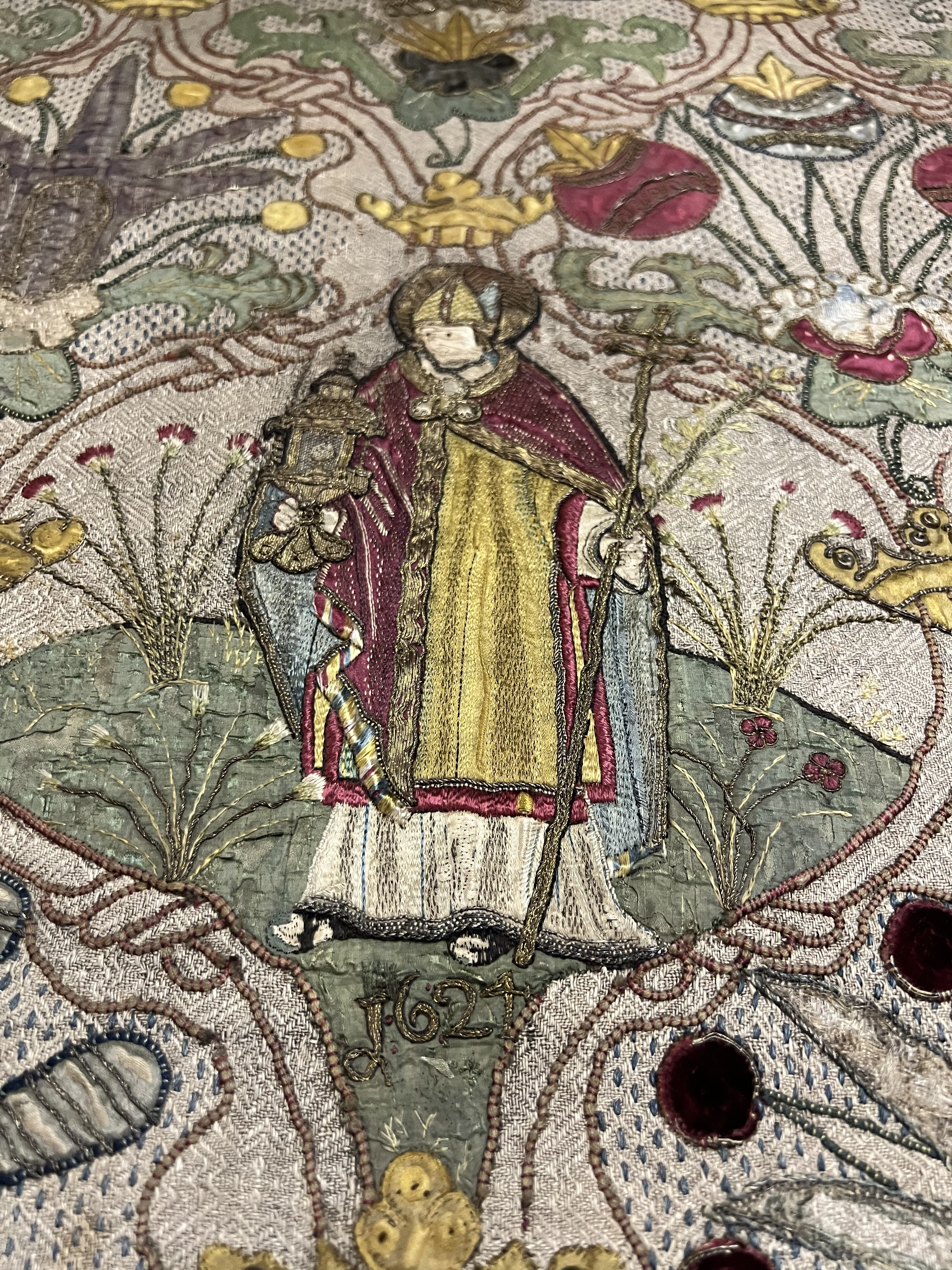
Norbert von Xanten auf dem Antependium

Das Mechernicher Antependium ist ein Werk von 1624. Das zentrale Motiv des Antependiums ist Norbert von Xanten im erzbischöflichen Ornat mit Monstranz und Hostie. Norbert von Xanten gilt als Verteidiger der katholischen Eucharistielehre und wurde 1582 heiliggesprochen.
Die eingestickte Jahreszahl 1624 ist wohl das Herstellungsjahr und liegt in der Zeit der Gegenreformation. 1621 erlaubte der Papst die Verehrung Norberts in der gesamten katholischen Kirche. Der Heilige lebte im 11. und 12. Jahrhundert und war unter anderem der Gründer des Prämonstratenserordens (bis 1802 Kloster in Steinfeld, Kall bei Mechernich), Erzbischof von Magdeburg und Reichskanzler für Italien. Das Motiv zeigt die Ankunft des Heiligen im Paradies (an den Pflanzen erkennbar). Das Werk ist aus Leinen sowie 29 verschiedenen Stoffen als Applikationsmaterial und 16 verschiedenen farbigen Strickgarnen. Es könnte, wie der Vergleich mit unten stehenden Werken zeigt, in Köln entstanden sein. Ursprünglich hing es wohl in der Schlosskapelle des Hauses Rath in Mechernich. Über seinen Weg nach Aachen, wo es sich heute befindet, gibt es keine sichere Erkenntnis. Möglicherweise steht die Überführung im Zusammenhang mit dem 1802 unter Napoleon gegründeten Bistum Aachen. Dessen Bischof Marc-Antoine Berdolet brachte zahlreiche Kunstwerke und Inventarien nach Aachen. Darunter könnte sich auch das Mechernicher Antependium befunden haben.
Im Rheinland gibt es ähnliche Werke aus ähnlicher oder etwas früherer Zeit. Möglicherweise stammen einige aus der gleichen Werkstatt.
1. Das Niederwerther Antependium befindet sich in der katholischen Kirche St. Georg in Niederwerth. Es ist laut eingestickter Jahreszahl von 1615 und vermutlich in Köln entstanden. Das Leinengewebe ist unter Verwendung von Gold und Seide bestickt. Die Pflanzen sind ähnlich und zum Teil identisch mit dem Mechernicher Werk. Neben dem heiligen Bernhard und der Mutter Gottes sind auf dem Werk die Heiligen Anna, Petrus, Klara und Franziskus dargestellt.
2. Das Schnütgen-Antependium befindet sich im Depot des Museums Schnütgen in Köln. Das Werk war früher im Treppenhaus von Alexander Schnütgen aufgehängt und wurde zu einer Präsentation im Kunstgewerbemuseum 1910 zugeschnitten. Es zeigt zentral die Mutter Gottes mit Kind, daneben kniend die Heiligen Dominikus und Teresa von Ávila, umgeben von Paradiespflanzen. Die eingestickte Jahreszahl der Herstellung ist 1623.
3. Ebenfalls in Köln, im Diözesanmuseum Kolumba, befindet sich ein Stoffantependium mit unklarer Datierung. Es zeigt Maria mit Einhorn in einem ummauerten Paradiesgarten. Bei der abgebildeten Kirche könnte es sich um die Kölner Kirche St. Pantaleon handeln. Inschriftenbänder sind marienverehrende Texte.
4. Das dritte Werk in Köln ist im Museum für Angewandte Kunst zu finden. Das Werk ist motivisch fast identisch mit dem Kolumbaantependium. Es könnte schon um 1500 entstanden sein. Hier ist neben Maria mit Einhorn und St. Pantaleon ein Engel mit Horn und vier Hunden abgebildet.
5. Das Lahnsteiner Antependium zeigt das gleiche Motiv. Die eingestickte Jahreszahl ist 1617. Durch die hohe Übereinstimmung mit dem Werk unter vier könnte es eine Nachahmung sein. Es befindet sich im Diözesanmuseum in Limburg. Bänderinschriften sind nicht mehr lesbar. Erkennbar ist abgehoben: Mose. An der Stelle oben links, wo auf dem Werk im Kunstgewerbemuseum ein Engel zu erkennen ist, ist hier ein Ritter abgebildet.[1]